# Ешлі Джад
Ешлі Джад (англ. Ashley Judd; нар. 19 квітня 1968) — американська акторка, співачка, кінорежисерка, благодійниця. Амбасадорка ЮНІСЕФ.

## Біографія
Народилася 19 квітня 1968 року в Каліфорнії в родині Майкла Сімінелла-молодшого і Наомі Джад. Старша сестра — Вайнона. Батьки розлучилися в 1972 році, і Ешлі з сестрою та матір'ю 1974 року переїхали в Кентуккі. Мати працювала медичною сестрою. Сім'я жила бідно, саме тому через постійні переїзди Ешлі довелося за 13 років змінити 12 шкіл. На початку 1980-х років мати Наомі і сестра Вайнона Джад стають відомими співачками у стилі кантрі, і матеріальне становище сім'ї суттєво покращується.
Ешлі отримує можливість вчитися на факультеті французької мови та літератури в університеті Кентуккі. У 1990 році вона залишає університет для кар'єри кіноакторки. Ступінь бакалавра з французької мови здобула пізніше, 6 травня 2007 року.
В 90-ті Ешлі Джад зустрічалась з бейсболістом Брейді Андерсоном, співаками Лайлом Лаветом і Майклом Болтоном, акторами Робертом де Ніро і Мет'ю МакКонахі.
З грудня 1999 року заручилася з шотландським автогонщиком італійського походження Даріо Франкітті. Одружилася 12 грудня 2001 року в замку Скібо (Шотландія). Проживає подружжя почергово в будинку в Шотландії і на фермі біля Франкліна (Теннессі).
2017 року Ешлі Джадд однією з перших із десятків акторок зробила заяву, що продюсер Гарві Вайнштейна вчиняв щодо неї сексуальне домагання, що результувало у 23 роки тюремного ув'язнення для ґвалтівника.
Ешлі Джад чайлдфрі.

## Ешлі Джад і Україна
- У 2016 році Ешлі Джад приїхала на Донбас як амбасадорка ЮНІСЕФ.

## Фільмографія
| Рік  | Фільм                                     | Оригінальна назва фільму               | Роль                     | Примітки                                          |
| 1991 | Зоряний шлях: Наступне покоління (серіал) | Star Trek: The Next Generation         | Енсін Лефлер             |                                                   |
| 1992 | Каффс                                     | Kuffs                                  |                          |                                                   |
| 1993 | Рубі в раю                                | Ruby in Paradise                       | Рубі Лі Гіссінг          |                                                   |
| 1994 | Природжені вбивці                         | Natural Born Killers                   | Грейс Малбері            | Сцени за її участю — тільки в режисерській версії |
| 1995 | Дим                                       | Smoke                                  | Фелісіті                 |                                                   |
| 1995 | Протистояння                              | Heat                                   | Шарлін Шихерліз          |                                                   |
| 1995 | Темний полудень                           | Passion of Darkly Noon, The            | Келлі                    |                                                   |
| 1996 | Час вбивати                               | A Time to Kill                         | Карла Брігенс            |                                                   |
| 1996 | Норма Джин і Мерилін                      | Norma Jean & Marilyn                   | Норма Джин Доґерті       | ТБ фільм, Номінація на премію «Золотий глобус»    |
| 1996 | Нормальне життя                           | Normal Life                            | Пем Андерсон             |                                                   |
| 1997 | Саранча                                   | Locusts, The                           | Кітті                    |                                                   |
| 1997 | Цілуючи дівчат                            | Kiss the Girls                         | доктор Кейт МакТірнан    |                                                   |
| 1998 | Саймон Бірч                               | Simon Birch                            | Ребекка Вентеворз        |                                                   |
| 1999 | Подвійний прорахунок                      | Double Jeopardy                        | Елізабет «Ліббі» Парсонс | Номінація на премію канала MTV                    |
| 1999 | Наш друг, Мартін                          | Our Friend, Martin                     | місіс Дейл, озвучка      |                                                   |
| 1999 | Свідок                                    | Eye of the Beholder                    | Джоанна Еріс             |                                                   |
| 2000 | Там, де серце                             | Where the Heart Is                     | Лексі Кооп               |                                                   |
| 2001 | Флірт зі звіром                           | Someone Like You                       | Джейн Годейл             |                                                   |
| 2002 | Божественні таємниці сестричок Я-Я        | Divine Secrets of the Ya-Ya Sisterhood | молода Віві Еббот Волкер |                                                   |
| 2002 | Особливо тяжкі злочини                    | High Crimes                            | Клейр Кубік              |                                                   |
| 2002 | Фріда                                     | Frida                                  | Тіна Модотті             |                                                   |
| 2004 | Амнезія                                   | Twisted                                | Джессіка Шепард          |                                                   |
| 2004 | Улюбленець                                | De-Lovely                              | Лінда Портер             | Номінація на премію «Золотий глобус»              |
| 2006 | Глюки                                     | Bug                                    | Агнес Вайт               |                                                   |
| 2006 | Приходь раніше                            | Come Early Morning                     | Люсі Фаулер              |                                                   |
| 2009 | Перетинаючи кордон                        | Crossing Over                          | Деніз Франкель           |                                                   |
| 2009 | Гелен                                     | Helen                                  | Гелен                    |                                                   |
| 2010 | Зубна фея                                 | Tooth Fairy                            | Карлі                    |                                                   |
| 2011 | Липучка                                   | Flypaper                               | Кетлін /Алексіс Блек     |                                                   |
| 2013 | Падіння Олімпу                            | Olympus Has Fallen                     | Маргарет Ашер            |                                                   |
| 2014 | Дивергент                                 | Divergent                              | Наталі Праєр             |                                                   |
| 2015 | Інсургент                                 | Insurgent                              | Наталі Праєр             |                                                   |
| 2016 | Аллегіант                                 | Allegiant                              | Наталі Праєр             |                                                   |
| 2019 | Шлях додому                               | A Dog's Way Home                       |                          |                                                   |

## Нагороди
- 1994 — премія Асоціації кінокритиків Чикаго в категорії «Найбільш багатообіцяюча акторка» за роль у фільмі «Рубі в раю»
- 1996 — номінація на премію «Еммі» за роль у фільмі «Норма Джин і Мерилін»
- 1997 — номінація на премію «Золотий глобус» в категорії «Найкраща акторка міні-серіалу або фільму на ТБ» за роль у фільмі «Норма Джин і Мерилін»
- 2000 — номінація на премію каналу MTV в категорії «Найкраща жіноча роль» за роль у фільмі «Подвійний прорахунок»
- 2005 — номінація на премію «Золотий глобус» в категорії «Найкраща жіноча роль (комедія або мюзикл)» за роль у фільмі «Улюбленець»